# コムキャスト
コムキャスト（英: Comcast Corporation、NASDAQ: CMCSA）は、アメリカ合衆国ペンシルベニア州フィラデルフィアに本部を置く、ケーブルテレビ・情報通信・メディアエンターテイメントの企業である。

## 概要
光ケーブル・同軸ケーブル網を用いたインターネットサービスプロバイダ事業（インターネット接続、IP電話など）も行っている。各地のケーブルテレビ局の運営に加え、ザ・ゴルフ・チャンネルやE!といった複数の専門チャンネルも運営している。
2009年にNBCユニバーサルの経営権を取得しその後子会社化、2018年に、Skyを子会社化し、巨大なメディア・コングロマリットとなっている。
本部のあるフィラデルフィアをホームタウンとする、NBAのフィラデルフィア・セブンティシクサーズ、ならびにNHLのフィラデルフィア・フライヤーズのオーナーでもある。

## 沿革

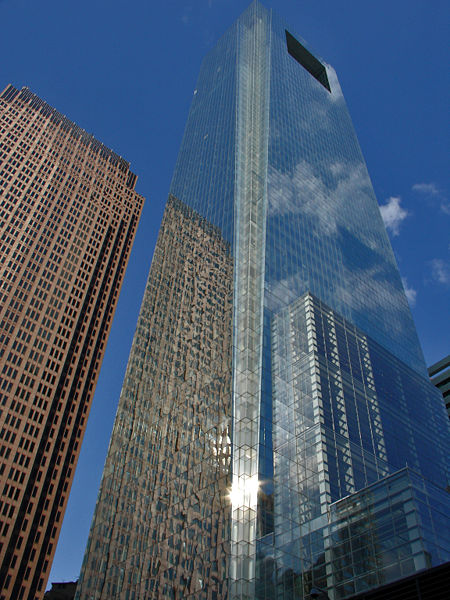
コムキャストセンター

- 1963年、ラルフ・J・ロバーツほか数人によりケーブルテレビ会社として設立された。
- 1969年にペンシルベニア州で「Comcast Corporation from American Cable Systems（コムキャストコーポレーション・フロム・アメリカンケーブルシステムズ）」の名称で法人化した。このコムキャストとは「Communications and Broadcasting（コミュニケーション・アンド・ブロードキャスティング）」からとった名称である。
- 2002年にAT&Tより傘下のケーブルテレビ部門、AT&Tブロードバンドを買収。これにより、アメリカでもっとも大きなケーブルテレビの運営会社となった。その後この合併した社名を「AT&T Comcast」とした。2005年8月31日にも同じ州内のヨークに拠点を置くケーブルテレビの企業「Susquehanna Communications（サスケハナ・コミュニケーションズ）」を買収。2006年には業界5位で乱脈経営により破綻した「Adelphia Communicaitons（アデルフィア・コミュニケーションズ）」を、業界2位でライバルでもある「Time Warner Cable（タイムワーナー・ケーブル）」と共同で買収した。
- 2003年7月、テレビショッピング専門テレビ局「QVC」の保有株全て（57％）をリバティメディアに売却した[1]。
- 2009年12月3日には、大手メディア企業「NBCユニバーサル（NBC、ユニバーサル・ピクチャーズなど）」の経営権をゼネラル・エレクトリック（GE）から取得している。2013年3月には、同社を完全子会社化している。
- 2014年2月にタイム・ワーナー・ケーブルを買収すると発表したが実現はしなかった。
- 2015年9月28日に日本の大型テーマパーク「ユニバーサル・スタジオ・ジャパン（USJ）」を運営するユー・エス・ジェイ（大阪市）を買収すると発表[2]。
- 2018年10月、ヨーロッパ最大の有料放送事業者「Sky」を390億ドルで買収[3]。
- 2023年12月1日、ウォルト・ディズニー・カンパニーと共同所有していた定額制動画配信サービス「Hulu」の保有株全て（34％）をディズニーに売却した[4]。
- 2024年11月、定額制動画配信サービスなどとの競争激化に伴い、2025年後半を目処にケーブルテレビ部門[注釈 1]を「Versant」として分社化（スピンオフ）する予定であることを発表した[5][6][7]。